# Tiro esportivo nos Jogos Pan-Americanos de 2011 - Fossa dublê masculino
A competição da fossa dublê masculino foi um dos eventos do tiro esportivo nos Jogos Pan-Americanos de 2011, em Guadalajara. Foi disputada no Club Cinegético Jalisciense no dia 20 de outubro.

## Calendário
Horário local (UTC-6).
| Data          | Horário | Fase         |
| ------------- | ------- | ------------ |
| 20 de outubro | 9:00    | Qualificação |
| 20 de outubro | 14:00   | Final        |

## Medalhistas
| Ouro   | USA Walton Eller           |
| Prata  | PUR José Torres            |
| Bronze | BRA Luiz Fernando da Graça |

## Resultados

### Qualificação
| Pos. | Atirador               | País                      | 1  | 2  | 3  | Total | Obs.  |
| ---- | ---------------------- | ------------------------- | -- | -- | -- | ----- | ----- |
| 1    | Walton Eller           | USA Estados Unidos        | 49 | 50 | 48 | 147   | Q, PR |
| 2    | José Torres            | PUR Porto Rico            | 43 | 45 | 48 | 136   | Q     |
| 3    | Henry Tejeda           | DOM República Dominicana  | 46 | 43 | 47 | 136   | Q     |
| 4    | Hebert Brol            | GUA Guatemala             | 43 | 48 | 42 | 133   | Q     |
| 5    | Luiz Fernando da Graça | BRA Brasil                | 43 | 43 | 46 | 132   | Q     |
| 6    | Fernando Brol          | GUA Guatemala             | 44 | 43 | 45 | 132   | Q     |
| 7    | Danilo Caro            | COL Colômbia              | 46 | 42 | 43 | 131   |       |
| 8    | Manuel Morales         | DOM República Dominicana  | 45 | 44 | 40 | 129   |       |
| 9    | Lucas Bennazar         | PUR Porto Rico            | 42 | 43 | 42 | 128   |       |
| 10   | Filipe Fuzaro          | BRA Brasil                | 45 | 41 | 41 | 127   |       |
| 11   | Adolfo Valdez          | MEX México                | 40 | 45 | 40 | 125   |       |
| 12   | Paul Shaw              | CAN Canadá                | 40 | 41 | 43 | 124   |       |
| 13   | Mario Soarez           | VEN Venezuela             | 46 | 40 | 38 | 124   |       |
| 14   | Franco Di Mauro        | VEN Venezuela             | 46 | 37 | 39 | 122   |       |
| 15   | Asier Cilloniz         | PER Peru                  | 34 | 44 | 41 | 119   |       |
| 16   | Michael Daou           | AHO Antilhas Neerlandesas | 40 | 36 | 40 | 116   |       |
|      | Jeffrey Holguin        | USA Estados Unidos        | –  | –  | –  | –     | DNS   |

### Final
| Pos.              | Atirador                   | Qualificação | Final | Total | Obs. |
| ----------------- | -------------------------- | ------------ | ----- | ----- | ---- |
| Medalha de ouro   | USA Walton Eller           | 147          | 48    | 195   | FPR  |
| Medalha de prata  | PUR José Torres            | 136          | 49    | 185   |      |
| Medalha de bronze | BRA Luiz Fernando da Graça | 132          | 50    | 182   |      |
| 4                 | GUA Fernando Brol          | 132          | 48    | 180   |      |
| 5                 | GUA Hebert Brol            | 133          | 46    | 179   |      |
| 5                 | DOM Henry Tejeda           | 136          | 43    | 179   |      |